# 로린 힐
로린 노엘 힐(영어: Lauryn Noelle Hill, 1975년 5월 26일 ~ 현재)은 미국의 싱어송라이터, 래퍼, 음악 프로듀서이자 배우이다. 활동하던 세대에서 가장 큰 영향력을 끼친 가수일 뿐만 아니라 역사상 가장 위대한 래퍼 중 한 명으로 손꼽히고 있다. 여성 래퍼의 장벽을 허물고 멜로디를 중요시하는 랩의 대중화에 기여하였으며 힙합과 네오 소울을 대중음악에 접목시킨 것으로 인정받고 있다. 푸지스의 멤버이자 대중음악사상 가장 많이 팔린 음반 중 하나인 “The Miseducation of Lauryn Hill”을 발매한 음악가로 많이 알려져 있다. 또한 여성 래퍼로서는 가장 많은 횟수인 8번의 그래미 어워드 수상과 더불어 많은 상을 받았다.
성장할 적의 대부분을 뉴저지주의 사우스오렌지에서 자란 힐은 어린 시절부터 음악을 좋아했던 가족과 함께 노래를 부르기 시작하였다. 그러다가 1993년 우피 골드버그가 나왔던 영화 “시스터 액트 2”에 출연하게 되었다. 고등학교를 재학할 때 프라즈 미셸이 자신이 결성한 그룹에서 함께 활동하지 않겠냐는 연락을 받았고, 프라즈의 사촌이었던 와이클리프 장도 합류하게 되었다. 세 명은 그룹의 이름을 푸지스로 바꾸고 1994년과 1996년 각각 “Blunted on Reality”와 그래미 어워드를 수상하는 “The Score”를 발매한다. 특히 후자는 미국 내에서 7백만 장 이상의 판매고를 올렸으며, ‘Killing Me Softly with His Song’의 리메이크곡인 ‘Killing Me Softly’를 포함해 자신의 혈통인 아프리카계 미국과 카리브해의 음악으로부터 랩과 노래의 영향을 받은 것으로 명성을 얻게 해주었다. 이후에는 솔로 프로젝트에 초점을 맞추어 아레사 프랭클린의 노래 ‘A Rose Is Still a Rose’에 작사가 및 작곡가이자 프로듀서를 맡았고, 그 후엔 피처링으로 참여한 나스 ‘If I Ruled the World (Imagine That)’과 와이클리프 장의 ‘Guantanamera’ 두 곡이 그래미 어워드에 후보로 올랐다. 한편 장과의 연애는 1997년 그룹의 해체라는 결과를 낳게 되고 힐은 솔로 음반 작업을 시작하였다.
1998년 8월 힐은 유일한 정규 음반인 “The Miseducation of Lauryn Hill”을 발매하였다. 삶과 관계애 대한 표현을 보여주고 네오 소울이라는 장르 안에서 현대적인 목소리를 찾아내면서 비평가들의 폭넓은 찬사를 듣게 되었다. 또한 미국 빌보드 200 차트에 1위로 데뷔하였고, 미국 음반 산업 협회로부터 천 만 장의 음반 판매가 이루어졌다는 뜻의 다이아몬드 인증을 받는 등 상업적으로도 성공을 거두었다. ‘Doo Wop (That Thing)’, ‘Ex-Factor’, ‘Everything Is Everything’은 싱글로 발매됐다. 제41회 그래미 어워드에서 올해의 음반과 최우수 신인상을 포함해 5관왕을 차지하였다.
음반 발매 후 얼마 지나지 않아 힐은 음악 산업으로부터 느끼는 불만족과 명성의 압박에 시달리게 되면서 대중의 관심에서 물러났다. 라이브 음반이자 마지막으로 낸 음반은 2002년 “MTV Unplugged No. 2.0”으로 미국에서 약 100만 장을 판매하였고, 발표 당시에는 비평가에서 양분된 의견이 나왔으나 후에 극찬을 받게 된다. 이후 힐은 몇 곡의 노래 발표와 이따금 축제에 출연하는 등 산발적인 활동만으로 모습을 드러냈다. 힐에게는 여섯 명의 자녀가 있으며, 그중 다섯 명은 밥 말리의 아들 로한 말리 사이에서 낳았다. 2012년에는 탈세 혐의를 인정하였고, 이듬해 3개월의 징역형을 선고받았다.

## 어린 시절
로린 노엘 힐은 1975년 5월 26일 뉴저지주의 뉴어크에서 태어났다. 어머니인 발레리 힐은 영어 교사였으며 아버지인 말 힐은 컴퓨터 및 경영 컨설턴트 일을 하고 있었고, 또 세 살 터울의 오빠 말라니가 존재하였다. 가족은 침례교 신자로 짧은 기간 동안 뉴욕에서 거주하다가 뉴저지주의 사우스오렌지에 정착하였다.
힐은 음악을 좋아했던 자신의 가족에 대해 "집에는 음반이 즐비했고, 그래서 많은 음악이 끊임없이 틀어졌다. 엄마는 피아노를 연주하였고, 아빠는 노래를 불렀으며, 우리는 항상 그 음악에 둘러싸여 있었다"고 이야기하였다. 힐의 아버지는 결혼식장이나 지역 나이트클럽에서 노래를 부르기도 하였다. 힐이 자라는 동안에는 커티스 메이필드, 스티비 원더, 아레사 프랭클린, 글래디스 나이트와 같은 음악가의 노래를 자주 들었다. 몇 년 후에는 마빈 게이의 “What's Going On”을 잠에 들 때까지 계속해서 들었다고 회상하였다.
중학교에 재학 중이던 때에는 농구 경기 전에 ‘The Star-Spangled Banner’를 공연하였다. 그로 인해 인기가 높아지게 되었고, 후에 진행되는 게임은 힐의 공연을 녹음하게 되었다. 1988년 힐은 "쇼타임 앳 디 아폴로"에 아마추어 나이트 참가자로 출연하였다. 프로그램에서 힐은 스모키 로빈슨의 ‘Who's Lovin' You’를 불렀다. 처음에는 관중들로부터 안좋은 반응을 얻었지만, 공연을 끝까지 마쳤다.
힐은 컬럼비아 고등학교에 다녔다. 그곳에서 힐은 육상팀에 소속되어 있었고, 치어리딩을 하였으며, 배우인 잭 브래프와 같은 반이었다. 또한 바이올린 레슨을 받았고, 댄스 수업에도 갔으며, 학교 가스펠 성가대를 설립하였다. 공부에 관련해서 힐은 주로 현장 실습과 관련된 과목을 들었으며 대부분 A 학점을 받았다. 학교 관계자는 힐을 학생회 리더로 선정하였다. 후에 힐은 자신이 받던 교육에 대해 "난 단지 무언갈 성취하는 것에 대한 사랑이 아니라 학구적인 것에 대한 사랑이 있었는지도 몰겠다. 공부하는 과목이든 운동이든 음악이든 댄스든 그 어떤 것이든 나는 항상 내가 어떤 분야의 과목에 집중하든 많은 것을 하도록 이끌려 왔다"고 하였다.

## 디스코그래피
푸지스
- Blunted on Reality (1994)
- The Score (1996)

솔로
- The Miseducation of Lauryn Hill (1998)

## 출연 작품
| 년도   | 제목                    | 역할명           |
| ------ | ----------------------- | ---------------- |
| 1991년 | 애즈 더 월드 턴즈       | 키라 존슨        |
| 1992년 | 히어 앤드 나우          | 이름 없음        |
| 1993년 | 킹 오브 더 힐           | 승강기 운전원    |
| 1993년 | 시스터 액트 2           | 리타 루이스 왓슨 |
| 1996년 | ABC 애프터스쿨 스페셜스 | 말리카           |
| 1997년 | 레스토랑                | 레슬리           |
| 1997년 | 하브 플렌티             | 데브라 (카메오)  |
| 2014년 | 폭력에 관하여           | 내레이터         |

## 투어
- Smokin' Grooves Tour (1996, 푸지스, 사이프러스 힐, 지기 말리, 어 트라이브 콜드 퀘스트, 버스타 라임스, 스페어헤드 합동 콘서트)
- Refugee Camp Tour (1997, 푸지스 합동 콘서트)
- The Miseducation Tour (1999)
- Smokin' Grooves Tour (2002, 더 루츠, 아웃캐스트 합동 콘서트)
- Reunion Tour (2005, 푸지스 합동 콘서트)
- Moving Target: Extended Intimate Playdate Series Tour (2011)
- Life Is Good / Black Rage Tour (2012, 나스 합동 콘서트)
- Homecoming Tour (2013-2014)
- Small Axe Tour (2015)
- MLH Caravan: A Diaspora Calling! Tour (2016-2017)
- PowerNomics Tour (2017, 나스 합동 콘서트)
- The Miseducation of Lauryn Hill 20th Anniversary World Tour (2018-2019)
- Ms. Lauryn Hill Live in Concert (2020)